# 公孙述
公孙述（？—36年12月24日），字子阳，右扶风茂陵（今陕西兴平县）人。两汉间政治人物。曾经割据蜀郡，並以「白帝」自比。

## 生平
西汉末年，以父荫为郎，补清水（今属甘肃）县长。他为官有方，一方太平，因而闻名。王莽篡汉后，任导江卒正（即蜀郡太守）。新朝末年，自称辅汉将军兼任益州牧，势力大增，自稱為蜀王。
龍興元年（25年）四月，與劉秀同年自立为天子，国号“成家”，年号“龙兴”，並自詡為“白帝”。由於公孙述迷信讳谶符命之说，废止铜钱，设官铸铁钱，一時間難以流通，好事者竊言“黃牛白腹，五銖當復。”龍興五年（30年），光武帝派耿弇等由隴道伐公孫述，隗囂稱臣於公孫述，公孫述封其為“朔寧王”。龍興十一年（35年），光武帝派兵征讨，不克。
龍興十二年十一月十八日（36年12月24日），东汉大司马吴汉、臧宫于成都打败了公孙述，公孙述受伤当夜死亡。吴汉攻破成都，纵兵大掠，白帝城化為灰燼，汉軍在成都城內展開屠殺，尽夷公孙氏及延岑族党，成家亡，存世凡十二年。應驗了公孫述稱帝前的夢：「八厶子系，十二為期。」劉秀知道屠殺事件後遣責了副將劉尚，來向吳漢表示不滿意。

## 相关人物
親族
- 公孫仁（父）
- 公孫光（弟）为大司马
- 公孫恢（弟）为大司空

同盟者
- 隗囂
- 秦丰

属下
| - 延岑 - 王元 - 荊邯 - 伍公 - 侯丹 | - 任満 - 程烏 - 程焉 - 程汎 - 田戎 | - 李育 - 呂鮪 - 楊春卿 |